# Atesta patula
Atesta patula là một loài bọ cánh cứng trong họ Cerambycidae.